# Šafránka červenožlutá
Šafránka červenožlutá (Tricholomopsis rutilans (Schaeff.) Singer,  1939) je jedovatá houba z čeledi čirůvkovitých, jež byla dříve uváděna jako jedlá. Nejnovější výzkumy ukázaly, že se v šafránce našly látky s podezřelými a ne naprosto doloženými toxikologickými vlastnosti.[zdroj⁠?!] Lze ji zaměnit s nejedlou Šafránkou ozdobnou.

## Popis
Klobouk má široký 4 – 14 cm, zpočátku polokulovitě vyklenutý a souvisle pokrytý červenými až purpurově hnědými nebo nafialovělými šupinkami. Starší plodnice mají klobouk rozložený až plochý s šupinkami vzdálenými od sebe a s viditelnou žlutou barvou pokožky. Barva se tedy v průběhu růstu mění. 
Lupeny jsou zlatožluté, nízké 4 – 10 mm, středně husté. 
Třeň je dlouhý 5 – 12 cm a tlustý 1 – 2,5 cm, válcovitý, plný, bledě žlutý, místy červeně velmi drobně šupinkatý. 
Dužnina je tuhá, zlatozlutá, má mírně nakyslou chuť. 
Výtrusy jsou velké 5,8 – 6,7 x 4,3 – 5,3 um, elipsoidní, hladké a bezbarvé. Má bílý výtrusný prach.

## Výskyt
Roste jednotlivě nebo v menších trsech na starých pařezech a kořenech borovic od měsíce srpna do listopadu. 

## Synonyma
- čirůvka šafránka
- čirůvka červenožlutá